# Musiques actuelles
 (janvier 2021).
Musiques actuelles est un terme institutionnel créé par les directions régionales des Affaires culturelles en France. Ce terme désigne certaines musiques actuelles utilisant des amplificateurs audios. On peut également trouver les expressions musiques amplifiées ou musiques actuelles amplifiées (MAA). L'expression désigne plusieurs genres musicaux, tels que le jazz, la chanson, les musiques traditionnelles, le rock, la pop, les musiques électroniques et le hip hop, par opposition à la musique de chambre ou à la musique classique.
Les musiques actuelles amplifiées sont considérées comme une pratique à risque pour la santé auditive lorsqu'elles sont pratiquées à fort volume sonore. Leur pratique est généralement interdite sur la voie publique.

## Historique
Ces termes ont vu le jour au début des années 1990 dans une logique de reconnaissance de la part des institutions de ces musiques aux travers d'opérateurs culturels et par la mise en place de dispositifs de financements favorisant la création, la pratique, l’enseignement et la diffusion des musiques amplifiées.
Musiques actuelles est une appellation non contrôlée, utilisée par le ministère de la Culture lors de la création de La Commission nationale des musiques actuelles, le 7 décembre 1997 puis par la Circulaire du 18 août 1998 sur les SMAC, avec la mise en place du soutien apporté par l'État aux Scènes de Musiques Actuelles remplaçant, le programme Cafés-Musiques initié en 1991. Le ministère reconnaissait ainsi des pratiques musicales populaires qui « n'étaient pas, ou étaient insuffisamment prises en compte, dans les politiques publiques ». Cette reconnaissance s'inscrit dans une histoire plus longue qui débute avec l'arrivée du rock en France à la fin des années 1950.
En 1996, les musiques amplifiées sont identifiées par Touché comme «un ensemble de pratiques sociales qui utilisent l'électricité et l'amplification sonore dans les processus de création et de diffusion artistique». 
En 1998, le  décret du 15/12/98  définit les règles applicables aux établissements diffusant des musiques amplifiées en application de la loi bruit de 1992. 
L'expression Musiques actuelles a été utilisée en l'absence de consensus de l'ensemble des membres de la commission pour une autre appellation : « musiques plurielles, populaires, amplifiées, contemporaines, vivantes... », tout en étant conscient des différences entre les genres musicaux qu’elle englobe (jazz, rock, chanson, musique traditionnelle, rap, techno ou musiques électroniques) et des implications sociales des groupes sociaux concernés.

## Risques
Un traumatisme sonore (en anglais : Acoustic trauma) peut déclencher des acouphènes permanents et/ou une perte d'audition due au bruit.
Il est démontré qu'un volume de 85 dB est sans risque pour l'oreille. Au contraire, un volume de 110 dB présente un danger immédiat.
L'écoute de musique amplifiée nécessite une attention sur le volume de la musique. Par exemple, une exposition à un volume de 88 dB (A) sur une durée de 100 minutes engendre des élévations temporaires des seuils auditifs (d'un ratio 8 dB pour une fréquence de 4 khz).
En France, un décret du 15 décembre 1998 relatif aux « lieux musicaux »  cherche à protéger l’audition du public dans les bâtiments où de la musique est amplifiée et à limiter les fuites de bruit vers l’extérieur.
| Durée d'exposition permises | Niveau sonore en dB(A) | |
| --------------------------- | ---------------------- | --- |
|                             |                        | Pour des raisons techniques, il est temporairement impossible d'afficher le graphique qui aurait dû être présenté ici. |
| 8 h                         | 90                     | |
| 4 h                         | 93                     | |
| 2 h                         | 96                     | |
| 1 h                         | 99                     | |
| 30 min                      | 102                    | |
| 15 min                      | 105                    | |
| 7,5 min                     | 108                    | |
| 225 s                       | 111                    | |
| 112,5 s                     | 114                    | |

Les risques sont les mêmes pour la musique amplifiée émise en plein air, mais ce cas n'est pas concerné par la réglementation, de ce fait la puissance du bruit de la musique amplifiée n'y est pas systématiquement mesurée.
Chez les adolescents, le risque lié à l'écoute de musique excessivement amplifiée se présente via l'utilisation d'un casque ou d'écouteurs.

## Musiques actuelles? musiques amplifiées?
Musiques populaires, musiques urbaines, musiques jeunes, toutes se retrouvent sous les termes génériques de musiques actuelles et/ou de musiques amplifiées. Quelle définition permet de prendre en compte l’ensemble du phénomène qui regroupe plusieurs styles musicaux, allant du Jazz au Rock en passant par le Biggie Pokoe au Reggae ? Pour le ministère de la Culture c’est le terme « musiques actuelles » qui permet de désigner l’ensemble de ces styles musicaux, depuis la mise en place par Mme Catherine Trautmann de la Commission nationale des musiques actuelles en 1998. Mais cette définition met de côté les musiques traditionnelles qui certes ne sont plus « actuelles » au sens de récentes mais qui ont évolué avec le temps et qui utilisent les nouvelles technologies. Quant aux « musiques amplifiées », le sociologue Marc Touché nous dit que ces musiques « ne désignent pas un genre musical en particulier, mais se conjuguent au pluriel pour signifier un ensemble de musiques et de pratiques sociales qui utilisent l’électricité et l’amplification sonore comme éléments majeurs, entre autres, des créations musicales et des modes de vie (transport, stockage, conditions de pratiques, modalités d’apprentissage)».
Toutefois, en France, les musiques actuelles suivant les définitions du ministère de la Culture, peuvent intégrer du jazz, chanson, musiques traditionnelles, rock, pop, musiques électroniques et hip hop, par opposition à la musique de chambre ou à la musique classique.
Les musiques amplifiées sont une notion qui intéressent davantage les acteurs de la santé en raison des dommages que la puissance de ces musiques peuvent générer.

## Réglementation des musiques amplifiées

### Réglementation
La réglementation vise à faire coexister les activités de diffusion de musique amplifiée, la préservation de la santé et la tranquillité publiques.
En principe, l'usage de haut-parleurs sur la voie publique est interdite.
Les musiques amplifiées sont légalement réglementées par le code de l'environnement dans la section des activités bruyantes, par les articles R571-25 à R571-30 concernant les "établissements ou locaux recevant du public et diffusant à titre habituel de la musique amplifiée".
En pratique, les maires peuvent saisir l'ARS (Autorité Régionale de Santé) pour le contrôle des établissements diffusant de la musique amplifiée.
Lorsque l'activité n'est pas régulière dans l'année, la réglementation s'applique lorsque la fréquence de diffusion de musique amplifiée est égale ou supérieure à trois sur une période inférieure ou égale à trente jours consécutifs.
La notion de musique amplifiée est également encadrée par d'autres mesures législatives et réglementaires: Code général des collectivités territoriales (articles L 2212-2 et L 2214-4), Code de la santé publique (articles L 1311-1, L 1311-2 et R 1336-6 à R 1336-10), Code pénal (article R 623-2 et R 610-5), Code de l'environnement (articles L571-1 à L571-26), les circulaires du ministère de l'Intérieur relatives à l'utilisation des haut-parleurs et qui confirment qu'il appartient au maire de délivrer des dérogations et d'assurer que celles-ci sont respectées (circulaires du 23 mai 1960, du 22 mai 1965 et du 20 octobre 1992), l'arrêté préfectoral «bruit» du département.
La notion de musique amplifiée — au sens du code de la sécurité intérieure — est également un critère utilisé pour réglementer « Les rassemblements exclusivement festifs à caractère musical, organisés par des personnes privées, dans des lieux qui ne sont pas au préalable aménagés à cette fin et répondant à certaines caractéristiques fixées par décret en Conseil d'Etat tenant à leur importance, à leur mode d'organisation ainsi qu'aux risques susceptibles d'être encourus par les participants, font l'objet d'une déclaration des organisateurs auprès du représentant de l'Etat dans le département dans lequel le rassemblement doit se tenir, ou, à Paris, du préfet de police. Sont toutefois exemptées les
manifestations soumises, en vertu des lois ou règlements qui leur sont applicables, à une obligation de déclaration ou d'autorisation instituée dans un souci de protection de la tranquillité et de la santé publiques.».

### Obligations du maire
Le maire a l'obligation de limiter les nuisances sonores provoquées par des musiques amplifiées : il peut notamment limiter les niveaux sonores pratiqués sur la voie publique, ou en réduire les horaires.
Le cas échéant, la responsabilité du maire peut être engagée.
Lorsque la commune ne respecte pas ses obligations en matière de lutte contre les nuisances sonores, elle peut être condamnée pour faute, ainsi la cour administrative d'appel de Bordeaux a engagé la responsabilité d'une commune qui dans ce cas a dû verser une indemnité de 750 euros à chacun des plaignants.

## Lieux de musiques amplifiées en France

### Les premiers lieux de musiques amplifiées en France
Le premier établissement public entièrement dévolu aux musiques amplifiées est Le Florida à Agen[réf. nécessaire]. Répondant à un concours d'idées lancé par la municipalité, les architectes Ivan Franic et Michel Garcin ont proposé de transformer un ancien cinéma désaffecté situé en centre-ville en un lieu comportant une salle de concerts (salle de diffusion de 700 places), une structure de répétitions musicales (5 studios de répétition et enregistrement dont un studio MIDI - MAO), un espace de convivialité organisé autour d'un bar, des locaux d'accueil, des locaux pour les artistes et les musiciens (loges) et un pôle administratif. Inauguré en mars 1993, ce lieu a connu un succès immédiat et a reçu le 18 janvier 1994 le Décibel d'or 1993 (catégorie Action-Silence : "transformation d'un ancien cinéma en salles de répétition et salles de concert rock sans nuisance pour l'environnement"). Le Florida constitue la première réalisation publique en France d'un équipement urbain regroupant toutes les activités musicales recourant à l'amplification. L'équipe de maîtrise d'œuvre comprenait également Maurice Auffret, acousticien et Michel Meynard - architecte d'exécution à Agen. Le deuxième "lieu de musiques amplifiées" public conçu sur ce concept sera inauguré en mars 1997 à Bordeaux par la même équipe (Ivan Franic et Michel Garcin, architectes, Maurice Auffret, acousticien avec D. De Marco - Bordeaux) : il s'agit de la Rock-School Barbey située en centre-ville et comportant une salle de 660 places, 6 studios de répétition et un studio d'enregistrement. Ces deux lieux, précurseurs dans leur approche architecturale, acoustique et fonctionnelle, constituent le point de départ de la réflexion qui aboutira à leur reconnaissance et à la création, quelques années plus tard, du label "SMAC" (Scène de Musiques Actuelles)[réf. nécessaire].
Selon la définition donnée par le ministère de la Culture, le label SMAC correspond à des lieux musicaux de petite et moyenne capacité jouant un rôle essentiel en matière de diffusion et d'action culturelle. Ce sont des espaces de création ouverts à un large public notamment aux jeunes qui s'inscrivent dans une perspective d'aménagement culturel du territoire. Il y a 89 structures labellisées en 2020.

### Musique amplifiée et urbanisation
Les villes rechignent à accueillir les musiques actuelles amplifiées en raison de leur nuisance, notamment lorsque pratiquées dans des lieux peu adaptés à ces pratiques.
En France, les musiques amplifiées sont concentrées dans des grandes villes, comme Toulouse, bien que pour limiter le nombre de personnes affectées par les nuisances sonores,  les musiques amplifiées peuvent être déplacées dans des quartiers spécifiques.

## Budgets
Dans les festivals français de musique amplifiée, 26% du budget concerne l'aspect artistique, et les charges  techniques, logistiques et de sécurité représentent 48% des dépenses.

## Normes belges
En Belgique, la musique amplifiée est normalement limitée à 85dB (A) mais peut exceptionnellement être autorisée à émettre à 95 ou 100 dB (A).